# Norops roatanensis
Norops roatanensis este o specie de șopârle din genul Norops, familia Polychrotidae, descrisă de Jörn Köhler și Mccranie în anul 2001. Conform Catalogue of Life specia Norops roatanensis nu are subspecii cunoscute.